# Etch A Sketch

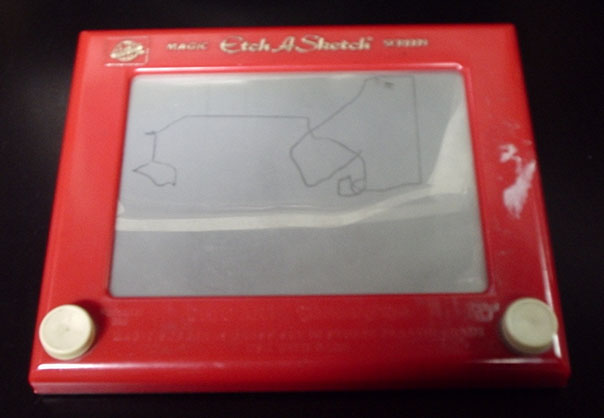
Een Etch A Sketch

Etch A Sketch is speelgoed dat bestaat uit een scherm met daarin ingebouwd een tekenpen die met twee draaiknoppen bediend wordt. De stilus krast het witte aluminiumpoeder weg en laat zo een grijze lijn achter. Als de knoppen afzonderlijk bediend worden, krijgt men horizontale en verticale strepen.
Etch A Sketch is ontworpen door de Fransman André Cassagnes (1926-2013), en werd in 1960 in productie genomen door de Ohio Art Company uit Bryan (Ohio). Sinds 1998 maakt Etch A Sketch deel uit van de National Toy Hall of Fame in Rochester (New York). In 2003 noemde de Amerikaanse Toy Industry Association het een van de 100 meest memorabele en creatieve speeltjes van de 20e eeuw.